# Хаамонга-а-Мауї
21°08′12″ пд. ш. 175°02′53″ зх. д. / 21.13666667° пд. ш. 175.04805556° зх. д.
Хаамонга-а-Мауї — кам'яна споруда, трилітон, на півночі острова Тонгатапу в Тонзі. Побудована в 13 столітті королем Туїтатуї на честь двох його синів. Пам'ятник також називають «тихоокеанським Стоунхенджем».

## Етимологія
Слово ha ʻ amonga означає «коромисло», а Мауї — герой у полінезійській міфології.

## Опис
Хаамонга-а-Мауї побудований з трьох коралових вапнякових плит. Він сягає 5,2 м заввишки, 1,4 м завширшки і 5,8 м завдовжки. Вага видимої частини кожного вертикального каменю становить приблизно 30–40 тонн.
Поруч з трилітоном знаходиться кам'яний трон під назвою Esimaka faakinanga («камінь, на який можна притулитися»). Вважалося, що коли король сидів спиною до трону, він був у безпеці від вбивць, які можуть підкрастись за ним, і своєю довгою палицею він міг вдарити кожного потенційного ворога спереду по колінах. 

## Історія
За традиційними переказами, пам'ятник був виготовлений народним героєм Мауї, оскільки вважалося, що камені занадто великі для смертних. Мауї, за легендою, взяв камені на острові Увеа, і переніс їх на Тонга на гігантському каное.
Історичний аналіз вказує, що споруда створена близько 1200 року одинадцятим королем Тонги Туїтатуї. Побудована на честь двох синів царя, які представлені двома вертикальними каменями, а їхній зв'язок представлений каменем перемички зверху.
Пам'ятник та прилеглі території були оголошені заповідним національним парком у 1972 році

## Галерея

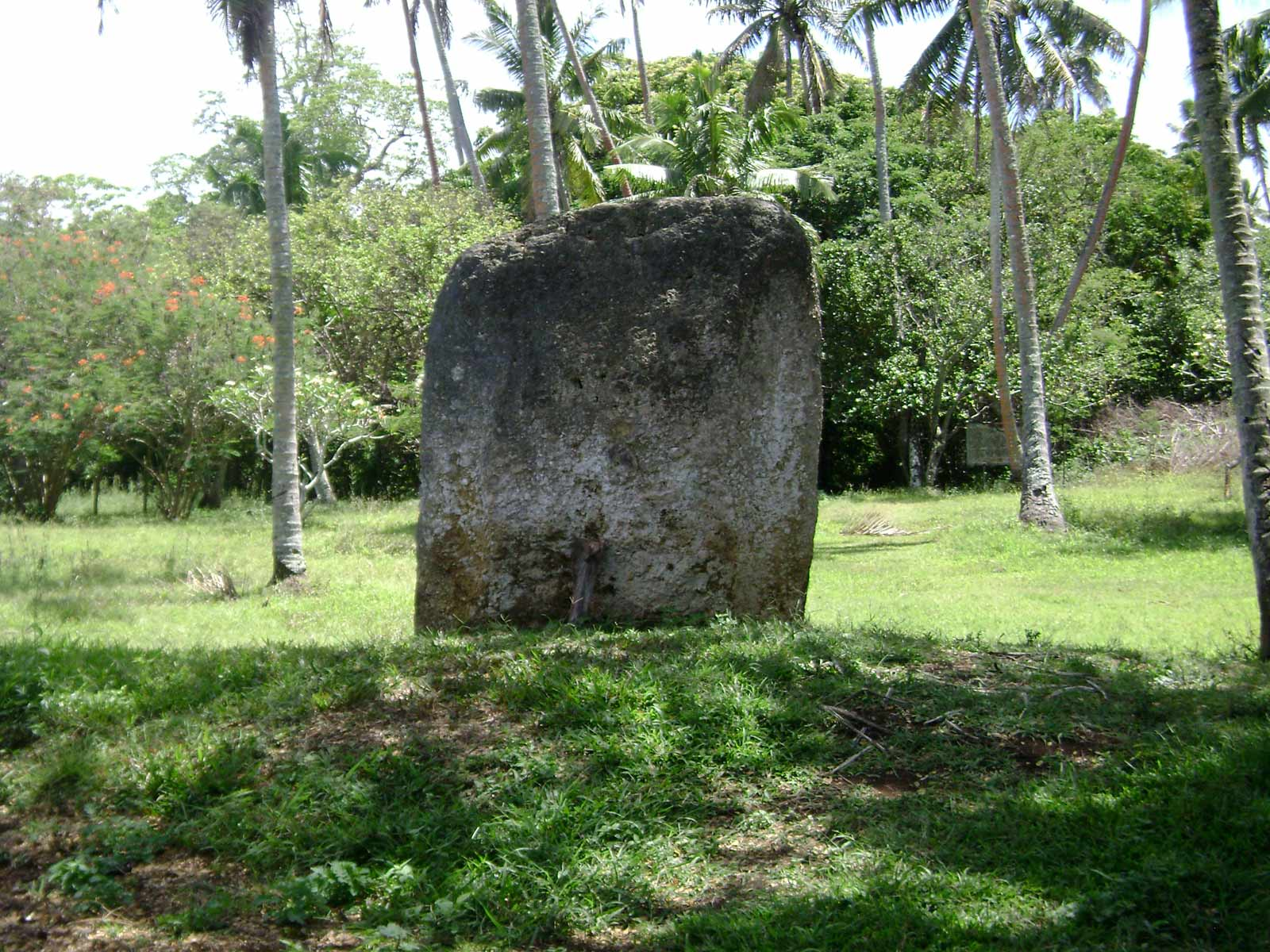
Maka faakinanga stone throne
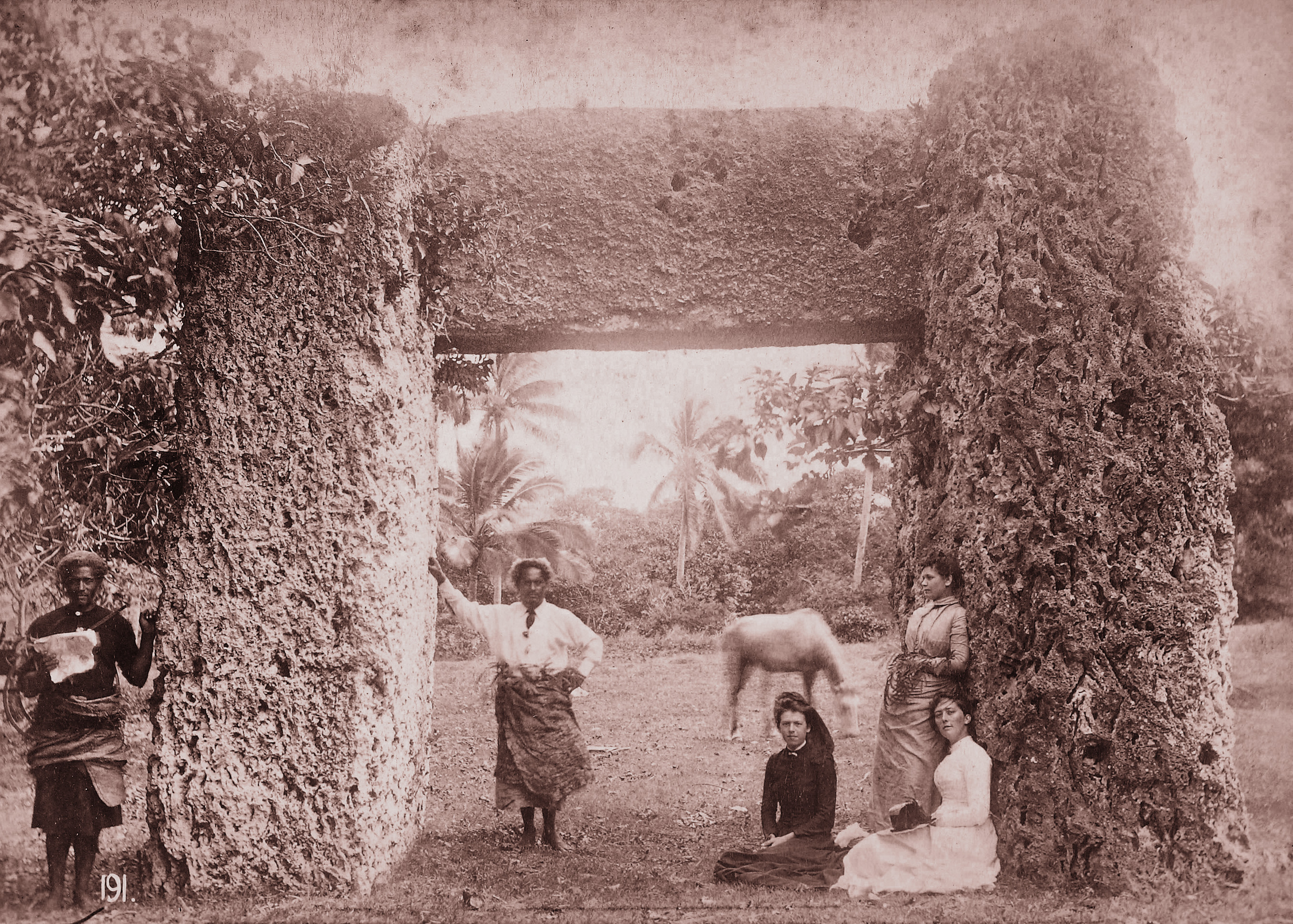
Photograph from the 1880s, front view
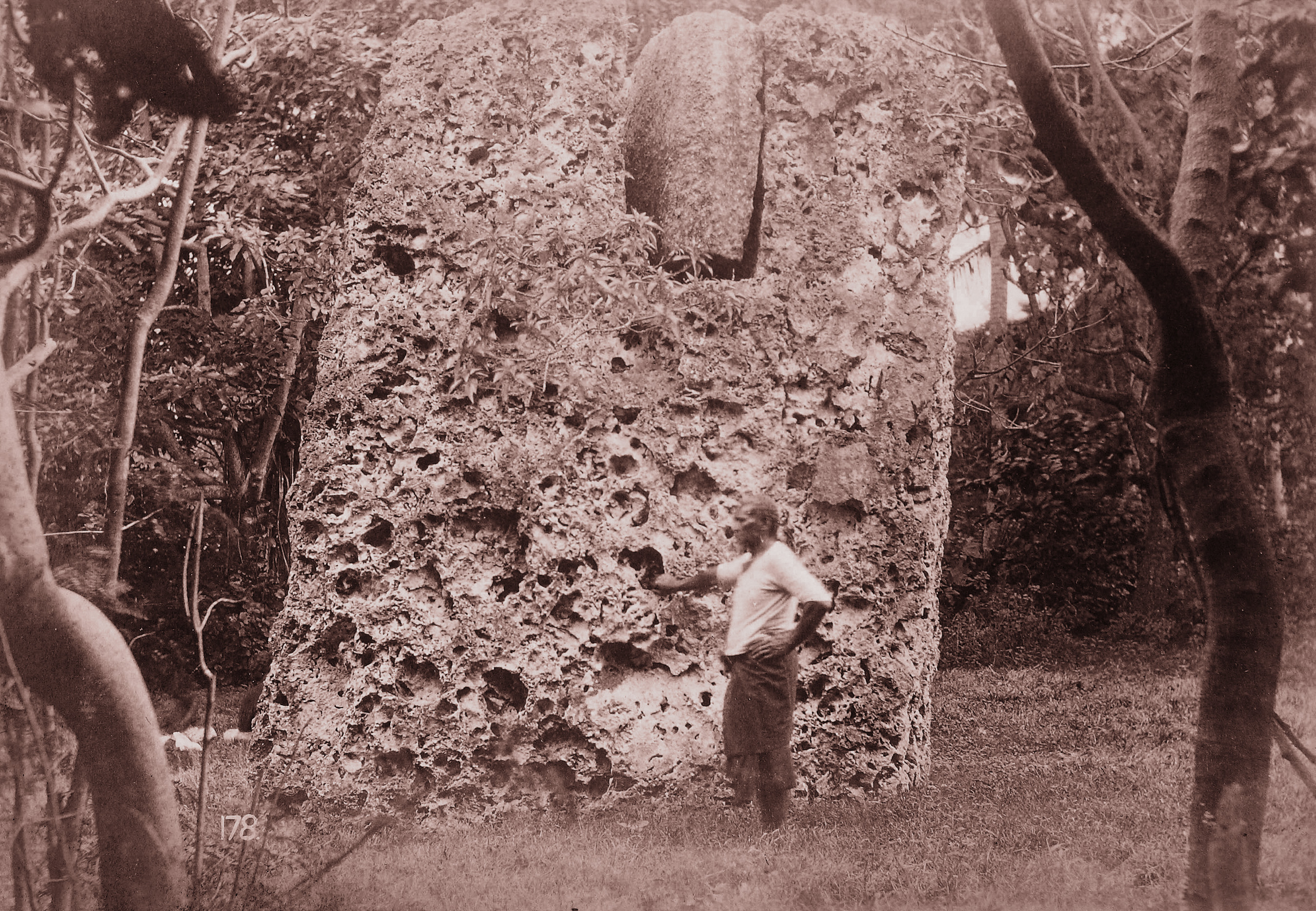
Photograph from the 1880s, side view
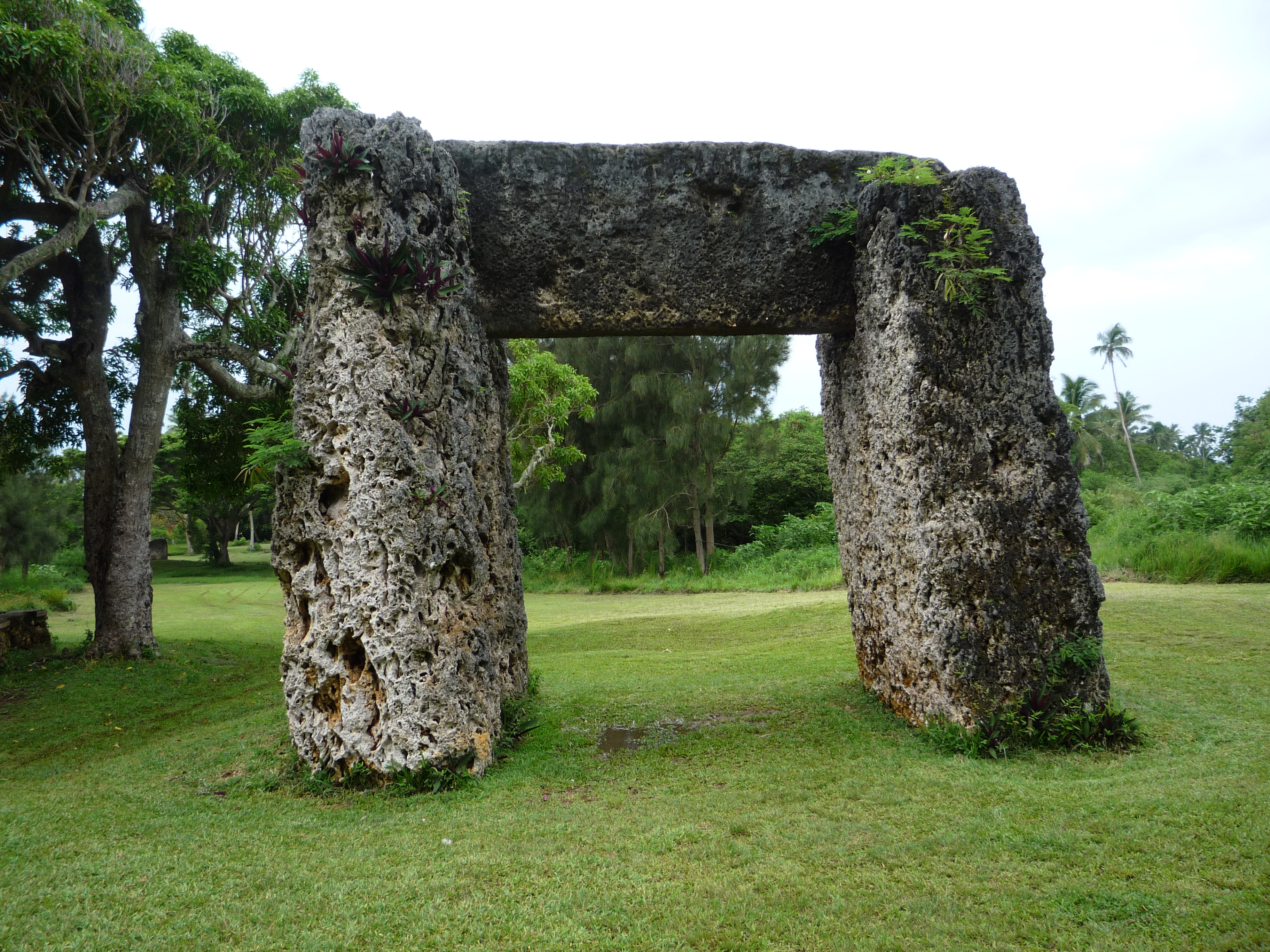
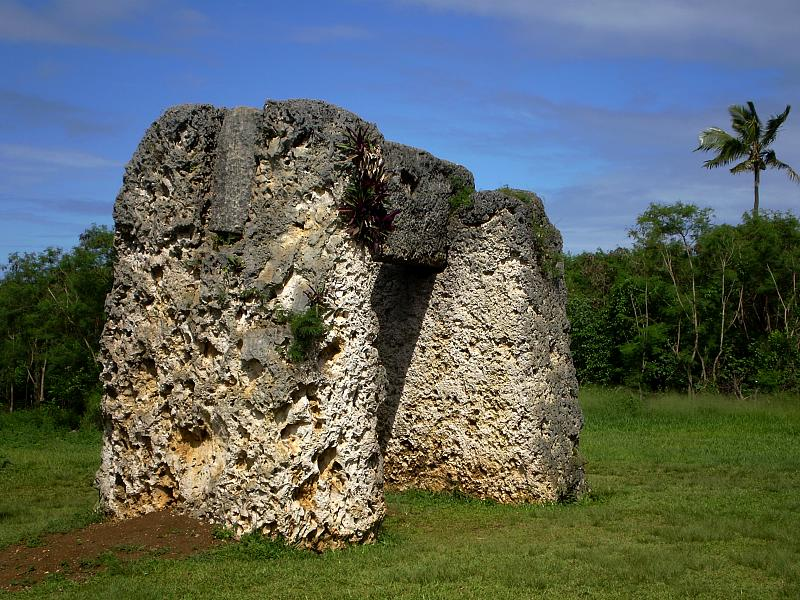